# Chromidotilapia guntheri
Espèce
Statut de conservation UICN

 LC  : Préoccupation mineure
Chromidotilapia guntheri (Hemichromis guntheri à l'origine) est une espèce de poissons de la famille des Cichlidae d'Afrique central et occidentale. Cette espèce est communément appelé « Lue » en Adangme ou encore « Akpa-tsu », « Bonto » ou « Boto » en Ewe au Ghana, « Côwron » en Guro en Côte d'Ivoire, « Kwana » en Hausa et « Itoin » en Ijo au Nigeria. (« Guenther's Mouthbrooder » en anglais aux États-Unis).

## Répartition
Endémique de l'Afrique, Chromidotilapia guntheri est largement répandue en Afrique de l'Ouest, de la Guinée à la Guinée Équatoriale, et se trouve également en Basse-Guinée, le long de la côte camerounaise et de la rivière Benito en Guinée Équatoriale. En Afrique de l'Ouest, elle est connue en Guinée et dans les bassins côtiers s'étendant de la rivière Saint-Jean au Liberia à la rivière Cross entre le Nigeria et le Cameroun, ainsi que dans le bassin du Niger, y compris la Bénoué. Elle est présente (résidente) dans plusieurs pays d'Afrique de l'Ouest et centrale, notamment le Bénin, le Burkina Faso, le Cameroun, la Côte d'Ivoire, la Guinée Équatoriale, le Ghana, la Guinée, le Liberia, le Mali, le Niger, le Nigeria et le Togo.

## Description
Chromidotilapia guntheri possède entre 10 et 15 branchiospines sur la partie inférieure du premier arc branchial. Il possède un fond de coloration brunâtre/olivâtre avec le ventre plus clair.

### Taille
Chromidotilapia guntheri peut mesurer jusqu'à 145 mm, queue non comprise. Parfois un peu plus en aquarium pour les plus vieux spécimens, environ 15 cm pour le mâle et 10 cm pour la femelle.

## Noms vernaculaires
Cette espèce est communément appelé « Lue » en Adangme ou encore « Akpa-tsu », « Bonto » ou « Boto » en Ewe au Ghana, « Côwron » en Guro en Côte d'Ivoire, « Kwana » en Hausa et « Itoin » en Ijo au Nigeria. (« Guenther's Mouthbrooder » en anglais aux États-Unis).

## Systématique
Le nom valide complet (avec auteur) de ce taxon est Chromidotilapia guntheri (Sauvage, 1882).
Chromidotilapia guntheri a pour synonymes :
- Chromidotilapia guentheri guentheri (Sauvage, 1882)
- Chromidotilapia guentheri loennbergi (Trewavas, 1962)
- Chromidotilapia guntheri guntheri (Sauvage, 1882)
- Chromidotilapia guntheri loennbergi (Trewavas, 1962)
- Chromidotilapia guntheri loennbergii (Trewavas, 1962)
- Chromidotilapia bosumtwensis Paulo, 1979
- Chromidotilapia guentheri (Sauvage, 1882)
- Chromidotilapia loennbergi (Trewavas, 1962)
- Hemichromis guentheri Sauvage, 1882
- Hemichromis guntheri Sauvage, 1882
- Hemichromis tersquamatus Günther, 1899
- Hemichromis voltae Steindachner, 1887
- Pelmatochromis belladorsalis Innes, 1935
- Pelmatochromis boulengeri Lönnberg, 1903
- Pelmatochromis guentheri (Sauvage, 1882)
- Pelmatochromis loennbergi Trewavas, 1962
- Pelmatochromis pellegrini Boulenger, 1903

## Liste des taxons de rang inférieur

### Sous-espèces
Deux sous-espèces de Chromidotilapia guntheri (Trewavas, 1974) et, en l'absence d'une étude approfondie révisionnelle, les deux sont maintenues dans les évaluations de l'UICN qui relève cependant : « mais noter que nous sommes incapables de discerner les différences morphologiques entre les deux sous-espèces et des travaux futurs sont envisagés ». Ces sous-espèces ne sont cependant plus retenues  par les sites de référence sur la systématique que sont ECoF et WoRMS sur lequel elles sont traitées en synonymes de l'espèce nominale.
- Chromidotilapia guntheri guntheri (Sauvage, 1882)
- Chromidotilapia guntheri loennbergii (Trewavas, 1962) ou Chromidotilapia guntheri ssp. loennbergii[6] (Pelmatochromis loennbergi à l'origine)

## StatutIUCN
- Cette espèce de Cichlidae est classée "Préoccupation mineure" (LC) sur la liste rouge des espèces menacées IUCN : « Cette espèce a une large distribution à travers l'Afrique de l'Ouest, sans grandes menaces généralisées connues. Elle apparaît donc moins préoccupante. Elle a également été évaluée en régional "Préoccupation mineure" pour l'Afrique centrale et occidentale[6] ».
- La sous-espèce Chromidotilapia guntheri ssp. loennbergii est considérée comme endémique au cratère lac Barombi Mbo (7 km2) sur le site de l'UICN et la sous-espèce est actuellement classée "En Danger Critique d'Extinction" (CR) sur la liste rouge des espèces menacées : « la principale menace est la plantation d'huiles et de l'agriculture sur brûlis conduisant à la sédimentation et la pollution dans le lac (un emplacement). Il y a des plans pour le développement commercial de la région pour le tourisme. Il est également une menace potentielle du lac "rots"-CO2 (comme dans le lac Nyos). En outre la déforestation de l'environnement du cratère peut causer plus de vent qui pourrait conduire au lac « tournant », que le lac est stratifié, la couche inférieure étant très pauvre en oxygène et riche en matière organique. Des vents plus élevés peuvent provoquer des courants dans le lac qui pourraient contraindre cette couche inférieure à se mélanger avec la couche supérieure où les poissons vivent. Cela risque de provoquer une diminution massive d'oxygène dans l'eau et tuer les poissons. Avec le prélèvement d'eau pour alimenter la ville de Kumba (qui est susceptible de se densifier) et les plans de développement commercial du secteur du tourisme, cette sous-espèce est considérée comme en danger critique d'extinction[9] ». Toutefois, le site de l'UICN indique que l'évaluation de la sous-espèce, réalisée en 2009 et publiée en 2010 « requiert une mise à jour »[10].

## Étymologie
Le nom de genre Chromidotilapia est dérivé d'une combinaison de racines grecques et africaines. Le terme grec « chromis » fait référence à un type de poisson, peut-être une perche, tandis que « thiape », provenant de la langue bechuana d'Afrique, se traduit également par « poisson ». Le nom spécifique fait référence à Albert Karl Ludwig Gotthilf Günther (1830–1914), zoologiste, ichtyologiste et herpétologiste germano-britannique.
Selon une autre source, le nom de genre « Chromidotilapia » ne bénéficie pas d'une explication étymologique claire, mais il est supposé être une combinaison de « –ido », signifiant « forme », c'est-à-dire ayant la forme de « chromis ». Ce terme remonte à Aristotle et pourrait dériver de « chroemo », qui signifie « hennir », faisant référence à un tambour (Sciaenidae) et à sa capacité à produire du bruit. Par la suite, ce nom aurait été étendu pour inclure les cichlidés, les demoiselles, les pseudochromis et les labres, tous des poissons semblables à des perches autrefois considérés comme apparentés. Le terme « chromis » est souvent utilisé dans les noms de genres de cichlidés africains, suivant Hemichromis (1857) et Haplochromis (1888). Quant à « tilapia », il s'agit de la latinisation de « !api », un mot !Kung désignant le poisson, où le « ! » est prononcé comme un clic, transcrit par « ti ». Ce terme est fréquemment utilisé comme un terme générique pour les cichlidés africains. Il est également souligné que le nom d'espèce est un patronyme dont l'identité n'est pas explicitement précisée dans la publication d'origine, mais qu'il rend clairement hommage à Albert Günther et que Günther est cité à plusieurs reprises dans les travaux de Sauvage. Il est à noter que, puisque Sauvage n'a pas utilisé d'umlaut sur le « u », l'orthographe ne doit pas être corrigée en « guentheri » ainsi que cela a pu être vu parfois.

## Publication originale
- Sauvage, H.-E. (1882). Notice sur les poissons du territoire d'Assinie (Côte d'Or). Bulletin de la Société Zoologique de France. v. 7 (no. 5): 313-325, Pl. 5. [lire en ligne (page consultée le 4 avril 2025)]

## Dimorphisme
Le mâle Chromidotilapia guntheri se distingue par deux taches rouge vif: la première sur la région postéro-inférieure de l'œil et l'autre, en arrière de l'opercule et de forme triangulaire. La frange de la nageoire dorsale et de la partie supérieure de la nageoire caudale est rougeâtre avec une bande submarginale bleue. Le mâle est plus grand que la femelle et d'aspect plus robuste.

## Alimentation
Omnivore, dans son milieu Chromidotilapia guntheri se nourrit de: zooplancton, larves d'insectes et insectes aquatiques, mollusques et autres benthos. En aquarium, Chromidotilapia guntheri est omnivore, il se nourrit de: paillettes et granules adaptés, tubifex et larves d'insectes lyophilisé ainsi que de nourriture fraiche comme artémias, krills, daphnies, tubifex, etc.

## Reproduction
Pondeur sur substrat, le couple défend un territoire. En période de reproduction la femelle se pare d'une large zone ventrale rosée, parfois violette. La frange des nageoires dorsales et caudales est noire. La femelle dépose une rangée de quelques œufs adhésifs sur le substrat préalablement nettoyé dans le territoire puis le mâle dépose sa semence sur les œufs. L'opération se répète plusieurs fois, jusqu'à ce que la femelle ait déposé tous ses œufs. Les jeunes atteignent leurs premières maturités sexuelle vers 6 centimètres.